# 그린 랜턴 (애니메이션)
《그린 랜턴》(영어: Green Lantern: The Animated Series)은 미국의 액션 SF 애니메이션으로, DC 코믹스의 슈퍼히어로 그린 랜턴과 그린 랜턴 군단을 주인공으로 한 작품이다. 카툰 네트워크의 DC 네이션 꼭지의 두 번째 작품으로서 2011년 11월 예고편을 공개하였고 2012년부터 2013년까지 방영하였다. 주인공 할 조던 역은 조시 키턴이 연기하였다. 당초에는 같은해 개봉한 영화 《그린 랜턴: 반지의 선택》(2011)과의 시너지를 노리고 기획되었으나, 해당 영화가 처참한 성적으로 막을 내리자 그 여파로 본 작품도 일찍 끝나버렸다.

## 성우진
- 조시 키턴 - 할 조던 / 그린 랜턴, 맨헌터(영어판)
- 케빈 마이클 리처드슨 - 킬로웍, 모고, 스캘럭스
- 그레이 딜라일 - 아야, 블리즈, 아가포 여왕
- 제이슨 스피색 - 레이저
- 이언 애버크롬비 - 간셋
- 브라이언 조지 - 아파 알리 압사, 브라더 워스, 라노스
- 수전 블레이크슬리 - 세이드
- 세라 더글러스 - 스카
- 톰 케니 - 살라크, 질리어스 족스, 안티모니터
- 제프 베넷 - 토마-레
- 디드릭 베이더 - 가이 가드너
- 론 펄먼 - 시네스트로
- 타라 스트롱 - 이올란데
- 조너선 애덤스 - 아트로시터스
- 코리 버턴 - 클레릭 로런
- 윌 프리들 - 라그나
- 필 모리스 - 세인트 워커
- 제니퍼 헤일 - 캐럴 페리스, 지아타
- 버네사 마셜 - 갈리아
- 디 브래들리 베이커 - 라플리즈